# Turismo cultural
El turismo cultural es una práctica turística que resalta los aspectos culturales, en sus distintos ámbitos, que ofrece un determinado destino turístico. Forma una de las modalidades principales del turismo, junto al turismo de sol y playa, el turismo activo, el turismo lúdico y el turismo de eventos, además de otras modalidades específicas, como el turismo sanitario o el turismo cinegético.
El turismo cultural engloba los viajes que se realizan para conocer los aspectos cultuales, desde históricos a artísticos, de distintos destinos, culturas y personas. Desde una perspectiva más amplia, aboga por la preservación de las costumbres, narrativas, representaciones e instituciones de las comunidades locales, a la vez que promueve el interés por el otro. Algunos autores sostienen que su origen se remonta a la museología, de una parte, y a la necesidad de preservar el folclore indígena, de la otra.

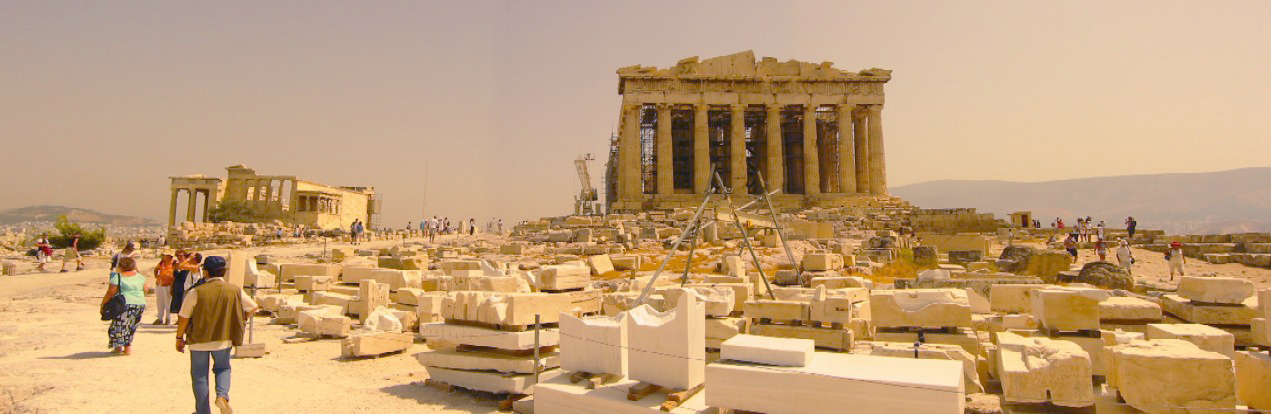
Templo de Atenas. Un destino común del turismo cultural.

## Características del turismo cultural
- Este tipo de turismo generalmente tiene estancias en un lugar por aproximadamente 3 a 4 días.
- Es uno de los tipos de turismo mayormente escogidos por los turistas tanto extranjeros como nacionales.
- Se destaca por realizarse en visitas a las ciudades y pueblos más notables de la zona, así como también en donde se encuentran sus monumentos.
- Visitar un centro turístico es una forma de vivir la historia de un lugar, lo que proporciona un valioso aporte a la población local que lo explora.
- El turismo incluye muchas actividades: deportes, arquitectura, gastronomía, naturaleza, lenguaje, arte, socialización y otras actividades típicas de la zona.
- En la actualidad hay más de mil sitios Patrimonio de la Humanidad, la mayoría de los cuales son culturales y se distribuyen principalmente entre Italia, China, Alemania, España, Francia, India y México.

## Importancia del turismo cultural
La importancia del turismo cultural esta específicamente en los beneficios que otorga a los siguientes aspectos:
- Beneficio económico: El aporte económico de los turistas es muy importante para el desarrollo y conservación de los diversos elementos que componen el espacio turístico cultural. Es la base de todos los productos turísticos, y su mantenimiento depende del flujo de dinero que fluye y circula dentro del espacio cultural.
- Apoyo y creación de nuevas empresas: Esto ayuda a incrementar la producción de nuevos negocios, así como su mantenimiento y desarrollo. En todas las zonas turísticas tradicionales existen empresas como: centros turísticos (hoteles, pensiones y casas rurales), agencias de viajes, restaurantes y tiendas turísticas.
- Generador de empleo: Si la industria del turismo se incluye en este sector, es necesario contratar trabajadores para realizar diversas actividades diseñadas para satisfacer las necesidades del turismo. Por ejemplo, recepcionistas de hotel, personal de hotel, cocineros, gerentes o camareros.

## Tipos de turismo cultural
El turismo cultural engloba una vasta gama de modalidades y actividades turísticas, que habitualmente se combinan ya que muchas de ellas están interrelacionadas:
- Turismo histórico, principalmente:
  - Turismo patrimonial: vinculado al patrimonio histórico de un lugar que está marcado por una historia trágica o dolorosa, como campos de batalla o campos de concentración y de exterminio, como Auschwitz.
  - Turismo arqueológico: motivado por el interés en la arqueología (bíblica, prehistórica, medieval, etc.), e incluye visitas a yacimientos y parques arqueológicos, como, por ejemplo, a Pompeya, Herculano o yacimientos bíblicos en Tierra Santa.
- Turismo arquitectónico: enfocado en los edificios y su arquitectura, tanto antigua como moderna.
- Turismo etnográfico: vinculado a las costumbres y tradiciones de los pueblos (también puede llamarse turismo folclórico cuando está especializado en fiestas y costumbres locales).[7]
- Turismo de museos: aquello cuya actividad principal es la visita a museos en sus distintas modalidades, muchas veces enfocado en los museos de arte.
- Turismo literario: motivado para lugares o eventos de carácter bibliográfico o biográfico. Suelen llevar como guía un libro de viajes famoso, una autobiografía o un clásico, como la Odisea o la Ilíada de Homero; las Historias de Heródoto; el Don Quijote de Miguel de Cervantes o el Ulises de James Joyce.[8]
- Turismo cinematográfico: motivado por la visita a lugares y destinos en los que se han rodado determinadas películas.[9]
- Turismo gastronómico: vinculado a la comida tradicional del destino turístico.
- Turismo rural: se alquila una casa antigua en el campo en un entorno natural de montaña o bosque, o rural.
- Turismo religioso: Peregrinaciones por festividades religiosas, o a ciudades sagradas como Roma, Jerusalén o Santiago de Compostela.
- Turismo funerario (necroturismo): motivado por la visita a cementerios en los que se ha enterrado a personajes famosos, o bien en los que se encuentran tumbas realizadas por arquitectos de renombre.[10]
- Turismo ecológico (ecoturismo): tiene como propósito conocer las maravillas naturales de montañas, bosques, ríos, lagos, cuevas, volcanes, fuentes termales etcétera. Por lo general se realiza a parques naturales.
- Turismo enológico (enoturismo o turismo del vino): vinculado a los vinos de una zona.
- Turismo de idiomas (o lingüístico), vinculado al aprendizaje de los de idiomas de los países de acogida.
- Turismo científico social: es una oferta turística para convenciones de investigadores o asistir a grandes eventos que reúnen a científicos a escala mundial o realizar investigaciones.
- Turismo industrial: motivado por la visita a fábricas y centros industriales.
- Turismo mochilero o de alpargata: asociado al senderismo y al excursionismo, es el turismo esencialista que realiza un grand tour en las condiciones más económicas posibles y en absoluta libertad a la intemperie, rehuyendo las agencias de viajes; el turista se provee de una buena mochila y de un buen calzado y va a todas partes andando, durmiendo al raso, en playas, en campings, en albergues o en sacos de dormir, aprovisionándose sobre el terreno (vivac) y viajando en último extremo en autostop, en autobús, furgoneta o tren, por lo general en grupo.

## Perfil del Turista Cultural
- Nivel formativo y cultural alto.
- Todos los segmentos de edad (desde Generación Z hasta Baby Boomers = Seniors).
- Interés en aspectos locales de los pueblos como las costumbres, tradiciones, gastronomía, etc.
- Preocupación por el medio ambiente y su cuidado.
- Aprecio de las diferencias culturales que existen entre los diferentes pueblos o ciudades de un mismo país, así como internacionalmente.
- Tienden a viajar de manera de forma habitual y estiman de gran manera la calidad y la comodidad.
- Tienen un interés por conocer las experiencias y formas de vida de las poblaciones locales.

## Lugares turísticos para realizar Turismo Cultural
- Perú: Las ruinas de Machu Picchu, la mítica ciudad Inca, situada en la cúspide de las montañas de los Andes.
- Barcelona: La Basílica de la Sagrada Familia y el campus de Ostelea.
- Francia: La ciudad mágica de París y su Museo del Louvre, donde se encuentra la obra estrella de Leonardo Da Vinci, la Mona Lisa.
- Egipto: El Museo de la Civilización Egipcia, en El Cairo, donde se puede contemplar dos mil años de la impresionante historia egipcia.
- México: El parque natural nacional Palenque situado en el Estado de Chiapas, el cual cuenta con una superficie natural de casi 1700 hectáreas.

## Problemas/ Consecuencias del Turismo Cultural
- Destrucción o deterioro del patrimonio turístico y cultural.
- Sobreexplotación turística.
- Ausencia de políticas efectivas para la protección del patrimonio.
- Agotamiento de los recursos turísticos por la gran afluencia de visitantes.
- Contaminación arquitectónica, acústica y ambiente en el espacio turístico.

## Posición crítica
En los últimos años, algunos autores han enfatizado en la naturaleza negativa del turismo cultural el cual lejos de emancipar a la comunidad que pretende proteger, la subyuga a la inversión local creando de esa manera una dependencia económica. Asimismo, el turismo cultural encierra potenciales etiquetas y estereotipos provenientes del proceso colonial europeo. Existe evidencia suficiente que prueba que los proyectos étnicos y culturales en ciertos contextos de inestabilidad política promueve un estado constante de conflicto.